# Liste der Kulturdenkmäler in Kusel
In der Liste der Kulturdenkmäler in Kusel sind alle Kulturdenkmäler der rheinland-pfälzischen Stadt Kusel einschließlich der Stadtteile Bledesbach und Diedelkopf aufgeführt. Grundlage ist die Denkmalliste des Landes Rheinland-Pfalz (Stand: 6. September 2022).

## Denkmalzonen
| Bezeichnung                                      | Lage | Baujahr         | Beschreibung | Bild            |
| ------------------------------------------------ | --- | --------------- | --- | --------------- |
| Denkmalzone Stadtkern Kusel                      | Kusel, Marktplatz 1, 2, 3a und 4–9, Marktstraße 19–37, 41, 43 und 36–54, Bangertstraße 35, 37 und 39, Weiherplatz 1–7, 11, 13, 2–16 und 20–32, Tuchrahmstraße 2, 2a, 2b und 4 Lage | um 1800         | kennzeichnendes kleinstädtisches Stadtbild um Marktplatz, Weiherplatz und die anschließenden Straßen, weitgehend geschlossene Bebauung aus der Zeit nach dem Wiederaufbau der Stadt nach dem Brand um 1800, am Marktplatz die eher repräsentativen Bauten, am Weiherplatz Handwerkerhäuser | Fotos hochladen |
| Denkmalzone Gartenstraße/Fritz-Wunderlich-Straße | Kusel, Gartenstraße 3, 6, 7, 8 und 9, Fritz-Wunderlich-Straße 12a, 14, 16, 18, 20, Vogelsang 1 Lage                                                                                | 1902–22         | Ensemble aus Villen und Doppelhäusern im Stadterweiterungsgebiet, 1902–1913/22 | Fotos hochladen |
| Denkmalzone Friedhof                             | Kusel, Glanstraße Lage | 1896            | 1896 angelegt; Kriegerdenkmal 1870/71, 1914/18 von Bezirksbaumeister Foltz (1921) und 1939/45; Grabanlage Familie Zöllner, um 1905; aufwändige Grabsteine, 1920er Jahre | Fotos hochladen |
| Denkmalzone Luitpoldstraße                       | Kusel, Luitpoldstraße 7, 8, 9, 10, 12, 14, Schleipweg 11 Lage | 1922/23         | Luitpoldschule mit U-förmig um den Vorplatz angelegter Wohnbebauung aus vier Beamtenhäusern, 1922/23, Architekt Foltz, stadtbildprägend | Fotos hochladen |
| Denkmalzone Trierer Straße                       | Kusel, Trierer Straße 39–75 (ungerade Nummern), 44 und 50–70 (gerade Nummern), Fritz-Wunderlich-Straße 51 Lage                                                                     | 19. Jahrhundert | Bebauung entlang der Trierer Straße mit öffentlichen Verwaltungsgebäuden, ehemaliger Zöllnersche Tuchfabrik und Wohnhäusern, 19. Jahrhundert | Fotos hochladen |

## Einzeldenkmäler
| Bezeichnung                         | Lage                                                         | Baujahr                | Beschreibung | Bild                           |
| ----------------------------------- | ------------------------------------------------------------ | ---------------------- | --- | ------------------------------ |
| Wohn- und Geschäftshaus             | Kusel, Bahnhofstraße 22 Lage                                 | 1900                   | dreigeschossiges späthistoristisches Wohn- und Geschäftshaus mit Torfahrt, 1900 | Fotos hochladen                |
| Wohn- und Geschäftshaus             | Kusel, Bahnhofstraße 25 Lage                                 | 1899                   | stattliches späthistoristisches Eckhaus mit Mansarddach, 1899 | Fotos hochladen                |
| Gasthaus Pfälzer Hof                | Kusel, Bahnhofstraße 28/30 Lage                              | 1896                   | ehemaliges Gasthaus Pfälzer Hof; dreigeschossiger sandsteingegliederter Putzbau mit quaderverblendetem Erdgeschoss, 1896; im Hof Reste der ehemaligen Biergartengebäude                                                                              | Fotos hochladen                |
| Wohn- und Geschäftshaus             | Kusel, Bahnhofstraße 55 Lage                                 | 1888                   | historistischer Klinkerbau auf gequadertem Erdgeschoss, Renaissancemotive, 1888 | Fotos hochladen                |
| Villa                               | Kusel, Bahnhofstraße 58 Lage                                 | 1902                   | aufwendig dekorierte neubarocke Mansarddach-Villa, 1902, Architekt K. Herrmann, Kusel | Fotos hochladen                |
| Katasteramt                         | Kusel, Bahnhofstraße 59 Lage                                 | 1894/95                | ehemaliges Königlich-bayerisches Rentamt; historistischer Quaderbau mit Walmdach, 1894/95, Architekt Bauamtmann Ludwig von Stempel, Kaiserslautern                                                                                                   | Fotos hochladen                |
| Postamt                             | Kusel, Bahnhofstraße 61 Lage                                 | 1925                   | Posthof mit Dienstgebäude, Kraftwagenhalle und eingeschossigem Wohnhaus, 1925, Architekt Heinrich Müller, Speyer; fünfachsiger Mansarddachbau, Heimatstil, expressionistisches Relief von Ernst Andreas Rauch, München                               | Fotos hochladen                |
| Gaswerk                             | Kusel, Bahnhofstraße 104 Lage                                | 1887–89                | ehemaliges Gaswerk; dreizehnachsiger, eingeschossiger Quaderbau, 1887–89; Werkstatt mit Aufenthalts- und Baderaum, 1907 | Fotos hochladen                |
| Berufsschule                        | Kusel, Haselrech 1 Lage                                      | 1929                   | ehemalige Landwirtschaftsschule; großvolumiger Walmdachbau, Sockelgeschoss mit Garagen und Vorhalle, Heimatstil, 1929, Architekt Bezirksbauassistent Leidemer und Oberste Baubehörde, München                                                        | Fotos hochladen                |
| Geschäftshaus                       | Kusel, Landschaftsstraße 4/6 Lage                            | 1811–14                | ehemaliges Tribunalsgebäude; dreizehnachsiger Putzbau über hoher Kelleranlage, 1811–14 | Fotos hochladen                |
| Wohnhaus                            | Kusel, Landschaftsstraße 7 Lage                              | um 1800                | Walmdachbau über großem Gewölbekeller, im Wesentlichen um 1800, teilweise älter (Spindeltreppe) | Fotos hochladen                |
| Katholische Pfarrkirche St. Ägidius | Kusel, Lehnstraße 10 Lage                                    | 1887–89                | neugotische Staffelhalle, Sandsteinquaderbau, 1887–89, Architekt Franz Schöberl, Speyer; mit Ausstattung | weitere Bilder Fotos hochladen |
| Katholisches Pfarrhaus              | Kusel, Lehnstraße 12 Lage                                    | 1889                   | winkelförmiger Sandsteinquaderbau über hohem Sockel, Mansardwalmdach, 1889, Architekt Franz Schöberl, Speyer | Fotos hochladen                |
| Protestantisches Pfarrhaus I        | Kusel, Luitpoldstraße 1 Lage                                 | 1760                   | fünfachsiger Walmdachbau, bezeichnet 1760, Architekt Philipp Heinrich Hellermann | Fotos hochladen                |
| Protestantisches Pfarrhaus II       | Kusel, Luitpoldstraße 3 Lage                                 | 1907/08                | villenartiger Walmdachbau auf unregelmäßigem Grundriss, 1907/08, Architekt Bezirksbaumeister Kleinhans | Fotos hochladen                |
| Luitpoldschule                      | Kusel, Luitpoldstraße 14 Lage                                | 1911/12                | dreigeschossiger sandsteingegliederter Walmdachbau, eingeschossiger Anbau, 1911/12, Architekt Bezirksbaumeister Kleinhans; straßen- und ortsbildprägend                                                                                              | Fotos hochladen                |
| Rathaus                             | Kusel, Marktplatz 1 Lage                                     | 1891                   | ehemalige Volksschule; sandsteingegliederter Putzbau, 1891, Architekt Bezirksbauschaffner Mergler und Bauassistent Hass, 1913 Rathausumbau; platzbildprägend                                                                                         | Fotos hochladen                |
| Protestantische Stadtkirche         | Kusel, Marktplatz 2 Lage                                     | 1829–31                | klassizistischer Sandsteinquaderbau, 1829–31, Architekt Ferdinand Beyschlag, Kaiserslautern, Turmhelm 1861, Architekt Johann Schmeisser, Kusel; mit Ausstattung, Stumm-Orgel von 1848                                                                | weitere Bilder Fotos hochladen |
| Familienzentrum Kusel               | Kusel, Marktplatz 3 Lage                                     | 1821                   | ehemals Alte Volksschule; elfachsiger Walmdachbau, 1821, Architekt Heinrich Ernst | Fotos hochladen                |
| Hutmacherbrunnen                    | Kusel, Marktplatz, bei Nr. 6 Lage                            | 1921                   | Sandsteinbecken mit Sandsteinsäule, 1921 von Emil Berndt, zwei Muschelkalk-Putti von Müller-Hipper, München | Fotos hochladen                |
| Gasthaus Zur Alten Post             | Kusel, Marktstraße 16 Lage                                   | vor 1797               | stattlicher spätbarocker Mansardwalmdachbau über doppeltem Gewölbekeller, vor 1797 | Fotos hochladen                |
| Heimat- und Stadtmuseum             | Kusel, Marktstraße 27 Lage                                   | nach 1795              | dreigeschossiger Putzbau, aufwendig gestaltete Fassade, nach 1795 | Fotos hochladen                |
| Haus der Diakonie                   | Kusel, Marktstraße 31 Lage                                   | um 1800                | anspruchsvoller dreigeschossiger Putzbau mit steilem Satteldach, rückwärtig zweigeschossige Galerie, um 1800 | Fotos hochladen                |
| Galerie des Dickschen Hofs          | Kusel, Marktstraße, an Nr. 43 Lage                           | 1800                   | rückwärtig hölzerne Galerie am „Dickschen Hof“, bezeichnet 1800 | Fotos hochladen                |
| Wohngebäude und Tanzsaal            | Kusel, Trierer Straße 36 Lage                                | vor 1807               | Wohngebäude und Tanzsaal der ehemaligen Kochschen Brauerei; Walmdachbau über Gewölbekeller, vor 1807, eingeschossiger klassizistischer Tanzsaal, 1834                                                                                                | Fotos hochladen                |
| Kreisvolkshochschule                | Kusel, Trierer Straße 39 Lage                                | 1868                   | spätklassizistischer Putzbau, aufwendig gestaltete Fassade, 1868 | Fotos hochladen                |
| Tourist-Information                 | Kusel, Trierer Straße 41 Lage                                | 1855                   | Walmdachbau mit Drempel, aufwendig gestaltete Fassade, 1855 | Fotos hochladen                |
| Kreisverwaltung                     | Kusel, Trierer Straße 49 Lage                                | 1877/78                | ehemaliges Königlich-bayerisches Bezirksamt; repräsentativer sandsteingegliederter Mansarddachbau, 1877/78, Architekt Bauamtmann Giese, Kaiserslautern, Erweiterung 1912/13                                                                          | Fotos hochladen                |
| Wohn- und Geschäftshaus             | Kusel, Trierer Straße 50 Lage                                | 1888                   | späthistoristischer hausteingegliederter Blendziegelbau, bezeichnet 1888, rückwärtig zweigeschossiger Holzbalkon, Garten mit Remise | Fotos hochladen                |
| Kreisverwaltung                     | Kusel, Trierer Straße 51 Lage                                | 1926                   | ehemaliges Bezirksgebäude; Walmdachbau über hohem Sockel mit Attikageschoss, monumentale Vorhalle, 1926, Architekt Bezirksbaumeister Schardt | Fotos hochladen                |
| Tuchfabrik Ehrenspeck               | Kusel, Trierer Straße 60 Lage                                | 1868                   | ehemaliges Wohn- und Produktionsgebäude der Strumpfstrickerei und Tuchfabrik Ehrenspeck; Putzbau mit historisierender Fassade, gusseiserner Balkon, 1868                                                                                             | Fotos hochladen                |
| Wohn- und Geschäftshaus             | Kusel, Trierer Straße 65 Lage                                | 1896                   | repräsentativer sandsteingegliederter Putzbau auf genutetem Quadersockel, Renaissancemotive, bezeichnet 1896 | Fotos hochladen                |
| Tuchfabrik Zöllner                  | Kusel, Trierer Straße 68/70, Fritz-Wunderlich-Straße 51 Lage | 1878                   | ehemalige Tuchfabrik; Nr. 70 dreigeschossiges Fabrikgebäude; Nr. 68 repräsentatives Wohnhaus, 1878, jetzt Polizei; Produktionsgebäude im Wesentlichen von 1896 bis 1908; Gebäude nach 1895, Architekt Christoph Berndt, Kusel; bauliche Gesamtanlage | Fotos hochladen                |
| Maschinenziegelei Gilcher           | Kusel, Trierer Straße 67/69 Lage                             | 1868                   | ehemalige Maschinenziegelei Gilcher; fünfachsiger Putzbau, aufwendig gestaltete Fassade, 1868 | Fotos hochladen                |
| Amtsgericht                         | Kusel, Trierer Straße 71/73 Lage                             | 1902                   | neubarocker Mansarddachbau mit Seitenrisaliten, aufgestockter Verbindungstrakt, dreigeschossiges Gefängnis, 1902, Architekt Kreisbauamtsassessor Geyer, Kaiserslautern                                                                               | Fotos hochladen                |
| Villa                               | Kusel, Trierer Straße 75 Lage                                | 1899                   | Villa auf unregelmäßigem Grundriss, teilweise Fachwerk, 1899; straßenbildprägend | Fotos hochladen                |
| Gartenhaus                          | Kusel, Vogelsang 19 Lage                                     | spätes 18. Jahrhundert | kleiner Putzbau mit Halbwalmdach, wohl noch aus dem 18. Jahrhundert, Anbau 1954 | Fotos hochladen                |
| Quereinhaus                         | Bledesbach, Eckweg 2 Lage                                    | 1877                   | eingeschossiges sandsteingegliedertes Quereinhaus über hohem Kellergeschoss, bezeichnet 1877 | Fotos hochladen                |
| Brücke                              | Diedelkopf, Brückenweg, bei Nr. 5 Lage                       | 1744                   | Dorfbrücke über den Kuselbach, zweibogige Sandsteinquaderbrücke, bezeichnet 1744 und 1797 | Fotos hochladen                |
| Dampfbäckerei                       | Diedelkopf, Trierer Straße 162/164 Lage                      | 1912                   | ehemalige Dampfbäckerei; anspruchsvoller sandsteingegliederter Putzbau mit Dachreiter, 1912, Architekt wohl Julius Berndt, Kusel | Fotos hochladen                |